# Anna Isabel Mulford
Pour les articles homonymes, voir Mulford.
Anna Isabel Mulford (1848 - 16 juin 1943), est une botaniste et une enseignante américaine.

## Biographie

### Enfance et formation
Anna Mulford est née à East Orange N.J. et obtient un A.B., A.M. au Vassar College en 1886. Elle s'inscrit à la Shaw School of Botany de l'université de Washington et, en 1895, elle est la première étudiante à obtenir un doctorat (un membre de la faculté l'avait fait trois ans auparavant). La thèse de doctorat de Mulford décrit ses recherches sur les agaves aux États-Unis. Au cours de ses études, elle découvre plusieurs nouvelles espèces et, par la suite, certaines d'entre elles portent son nom,.

### Carrière
Mulford découvre l'Astragalus mulfordiae, une espèce nommée en son honneur comme l'astragale d'Anna Mulford.
Elle enseigne à la fois à la McKinley High School (1898) et à la St. Louis High School.

## Œuvres écrites
- The Agaves of the United States - thèse de doctorat d'Anna Mulford, publiée par le Missouri Botanical Garden en 1896.